# Веденовка (Казахстан)
Веде́новка (каз. Веденовка) — село у складі Бурабайського району Акмолинської області Казахстану. Адміністративний центр Веденовського сільського округу.
Населення — 853 особи (2021; 1015 у 2009, 1212 у 1999, 1483 у 1989).
Національний склад станом на 1989 рік:
- росіяни — 60 %;
- німці — 22 %.